# Пенсионный фонд Украины
Пенсионный фонд Украины — центральный орган исполнительной власти, который осуществляет управление социальной системой всеобщего обязательного государственного пенсионного страхования, проводит сбор, аккумуляцию и учёт страховых взносов; назначает пенсии и готовит документы по их выплате; обеспечивает своевременное и в полном объёме финансирование и выплату пенсий, социальных оплат, осуществляемых в соответствии с законодательством за счет Пенсионного фонда Украины; осуществляет контроль целевого использования средств Пенсионного фонда Украины.
Пенсионный фонд Украины в установленном законодательством порядке вносит на рассмотрение министра труда и социальной политики предложения по вопросам формирования государственной политики в сфере пенсионного обеспечения и социального страхования, обеспечивает её реализацию.
Деятельность ПФ Украины направляется и координируется Кабинетом Министров Украины через Министра труда и социальной политики Украины.
С 1 января 2011 года на Украине вступил в силу «Закон Украины „О сборе и учёте единого взноса на общеобязательное государственное социальное страхование“ № 2464-VI от 8 июля 2010 года», согласно которому на Украине на замену ранее существовавших четырёх обязательных государственных социальных сборов, введен единый социальный взнос.
Согласно разделу 4 «Закона Украины о едином соцвзносе» задачами Пенсионного фонда Украины является обеспечение сбора единого соцвзноса, ведение учёта поступлений от его уплаты и осуществление контроля за уплатой единого взноса.

## Пенсионная реформа
Принято решение о проведении пенсионной реформы путём поэтапного внедрения трехуровневой пенсионной системы:
- уровень 1 — солидарная система;
- уровень 2 — общая и обязательная накопительная система;
- уровень 3 — добровольная негосударственная система пенсионных накоплений.

Основные задачи и цели пенсионной реформы:
- повысить уровень жизни пенсионера;
- установить зависимость размеров пенсий от величины заработной платы и трудового стажа;
- обеспечить финансовую стабильность пенсионной системы;
- мотивировать граждан накапливать средства на старость;
- создать более эффективную и действенную систему административного управления в пенсионном обеспечении.

Трехуровневая система позволит распределить между тремя её составляющими риски, связанные с изменениями в демографической ситуации (к чему более чувствительна солидарная система) и колебаниями в экономике и на рынках капиталов (которые сильнее отражаются при накопительной системе).
Такое распределение рисков позволит сделать пенсионную систему финансово сбалансированной и устойчивой.

## Статистика
|                                           | 2010 | 2011 | 2012 | 2013 | 2014 | 2015 | 2016 | 2017 | 2018 |
| Средняя пенсия на Украине, гривен в месяц | 1033 | 1152 | 1253 | 1471 | 1526 | 1582 | 1700 | 1828 | 2479 |
| Средняя пенсия на Украине, $ в месяц      | 129  | 144  | 155  | 179  | 125  | 68   | 65   | 68   | 91   |